# منشأة هويدي
قرية منشاة هويدى هي إحدى القرى التابعة لمركز ابشواى في محافظة الفيوم في جمهورية مصر العربية. حسب إحصاءات سنة 2006، بلغ إجمالي السكان في منشاة هويدى 5953 نسمة، منهم 3079 رجل و2874 امرأة.